# شریف اشرف
شریف اشرف (عربی: شريف أشرف حامد عقيلة؛ زادهٔ ۱ ژانویهٔ ۱۹۸۷) یک ورزشکار اهل مصر است.
از باشگاه‌هایی که در آن بازی کرده‌است می‌توان به باشگاه فوتبال هلسینکی، باشگاه ورزشی زمالک، و تیم ملی فوتبال مصر اشاره کرد.
وی همچنین در تیم‌های ملی فوتبال Egypt U17 Egypt U20 مصر بازی کرده است.